# Fresenius
Pour le chimiste allemand, voir Carl Remigius Fresenius.
Fresenius est une entreprise allemande spécialisée dans les soins de santé qui fait partie du DAX.
En 2006, le groupe Fresenius emploie 104 872 personnes à travers le monde, pour un chiffre d’affaires de 10,8 milliards d’euros. En 2016, le groupe Fresenius emploie 232 873 personnes pour un chiffre d'affaires de 29,083 milliards d'euros.

## Historique
En 1462, la pharmacie Hirsch s’ouvre à Francfort. La famille Fresenius en prend la direction au XVIIIe siècle.
En 1912, le pharmacien et propriétaire de la pharmacie Hirsch, le docteur Eduard Fresenius, fonde la compagnie pharmaceutique Dr E. Fresenius. Les principaux produits sont les solutions injectables, les agents sérologiques et la pommade nasale Bormelin.
Durant l'année 1933-1934, l'unité de production est séparée de la pharmacie Hirsch et installée à Bad Homburg. Fresenius consacre de plus en plus de temps à la compagnie, qui emploie environ 400 personnes.
En 1966, Fresenius commercialise du matériel pour dialyse et des dialyseurs fabriqués par des sociétés étrangères permettant à Fresenius de gagner ainsi des parts de marché.
En 1971-1972, la société introduit une nouvelle solution d’acides aminés, ceci représente une avancée décisive pour la nutrition parentérale.
Elle consiste au développement d’une solution de remplissage vasculaire innovante à partir d'hydroxyéthylamidon.
En 1974, Fresenius commercialise des solutions de perfusion et du matériel à usage unique à Saint-Wendel (Sarre). 
En 1980 est mis sur le marché d’une nouvelle solution de remplissage vasculaire qui permet à Fresenius de définir les standards mondiaux dans ce domaine.
En 1987, Fresenius rachète  la Société de matériels annexes pour la dialyse (SMAD) située à Savigny près de Lyon (Rhône). 
En 1995, première pierre de la future usine de production des solutions de perfusion à Friedberg (Hesse).
En 1997, première disponibilité mondiale d’une solution parentérale à base de dipeptide. Inauguration de l’usine de production des solutions de perfusion à Friedberg, la plus performante d’Europe.
En 1999, à la suite de l'acquisition de la division nutrition de Pharmacia, Fresenius créé sa filiale Fresenius Kabi à partir du regroupement de la division Fresenius Pharma et de l'activité Kabi achetée au groupe Pharmacia & Upjohn. Lancement d’une nouvelle génération d'hydroxyéthylamidon pour le remplissage vasculaire.
En 2000, Fresenius Kabi accélère son développement à travers le monde sur les marchés en pleine expansion d’Asie, d’Afrique et d’Amérique latine et en étoffant son programme de services.
En 2003, le segment Hemocare est réalloué au sein du groupe Fresenius. En raison des similitudes dans les technologies utilisées entre la perfusion et la transfusion, les deux divisions sont regroupées au sein de Fresenius Kabi sous la même direction.
En 2004, Fresenius Kabi renforce ses positions sur le marché pharmaceutique par des acquisitions en Afrique du Sud et en République tchèque et par la création d’une coentreprise en Australie.
En 2005, élargissement de la gamme produits IV Drugs avec l’acquisition des laboratoires pharmaceutiques portugais Labesfal.
Fresenius Kabi renforce son portefeuille produit et son réseau de distribution des dispositifs médicaux par le biais du rachat des laboratoires Clinico.
En 2006, Fresenius Kabi et Sandoz collaborent au développement d’une forme modifiée d’un médicament Biotechnologie (HESylation-technologie).
Acquisition des laboratoires pharmaceutiques argentins Filaxis : élargissement de la gamme IV Drugs.
En 2007, acquisition des activités de remplissage vasculaire des laboratoires pharmaceutiques japonais : Kyorin.
En septembre 2013, elle annonce l'acquisition une grande partie de l'activité à Rhön-Klinikum pour 3,07 milliards d'euros. Cette opération inclut 43 hôpitaux.
En septembre 2016, Fresenius annonce l'acquisition pour 5,8 milliards d'euros d'IDC Salud Holding, également connue sous la marque Quirónsalud et qui est la plus grande entreprise gérant des hôpitaux d'Espagne, avec 43 hôpitaux gérés et 35 000 salariés.
En avril 2017, Fresenius annonce l'acquisition d'Akorn pour 4,37 milliards de dollars, ce qui lui permet de se renforcer dans les médicaments génériques notamment dans l'ophtalmologie et dans les crèmes, les sprays et les gouttes médicales. En parallèle, Fresenius annonce l'acquisition de l'activité de biosimilaires de Merck KGaA pour un montant compris entre 170 et 670 millions d'euros en fonction des résultats futurs de cette activité. En avril 2018, Fresenius annonce l'annulation de l'acquisition d'Akorn à la suite de la découverte d'irrégularités réglementaires.

## Organisation et activité
Fresenius est organisé en quatre groupements d'activités :
- Fresenius Medical Care, spécialisée dans les soins rénaux, tels que les produits de dialyse, les unités de soins en dialyse et les thérapies extracorporelles. Elle n'est détenue qu'à 30 % par Fresenius.
- Fresenius Kabi, spécialisée dans les produits médicaux tels que la nutrition entérale et parentérale, les colloïdes, les perfusion et transfusion et l'anesthésie.
- Fresenius Helios, gestionnaire d'établissements de soins médicaux.
- Fresenius Vamed, conception, construction et exploitation de projets de santé tel que des centres de soins thermaux.